# Gnathostomata (tengerisünök)
Nem összetévesztendő a Gnathostomata altörzsággal!
A Gnathostomata öregrend az Euechinoidea alosztály egyik öregrendje.

## Rendszerezés
- Clypeasteroida rend
  - Arachnoididae család
  - Clypeasteridae család
  - Fibulariidae család
  - Laganidae család
  - Rotulidae család
  - Astriclypeidae család
  - Dendrasteridae család
  - Echinarachniidae család
  - Mellitidae család
- †Holectypoida rend